# Qullar (Balakən)
Qullar è un comune dell'Azerbaigian situato nel distretto di Balakən. Conta una popolazione di 5 794 abitanti.